# Матильда Баварская
Матильда Мария Терезия Генриетта Кристина Луитпольда Баварская (нем. Mathilde Marie Theresia Henriette Christine Luitpolda von Bayern; 17 августа 1877, Линдау — 6 августа 1906, Давос, Граубюнден) — баварская принцесса из династии Виттельсбахов, дочь короля Баварии Людвига III и Марии Терезы Австрийской, супруга принца Людвига Гастона Саксен-Кобург-Готского.

## Биография
Матильда родилась 17 августа 1877 года на вилле Амзе в Линдау, на берегу Боденского озера. Она стала шестым ребёнком и третьей дочерью в семье баварского принца Людвига и его супруги Марии Терезии Австрийской. У Матильды были старшие сёстры Адельгунда и Мария и братья Рупрехт, Карл и Франц.
Страной в это время правил её двоюродный дядя Людвиг II, известный своими архитектурными проектами.
В 1886 году короля провозгласили недееспособным, и фактическим правителем стал принц Луитпольд. Матильда была его любимой внучкой. С матерью у принцессы не было близких отношений. Предполагается, что её замужество стало лишь поводом покинуть дом.

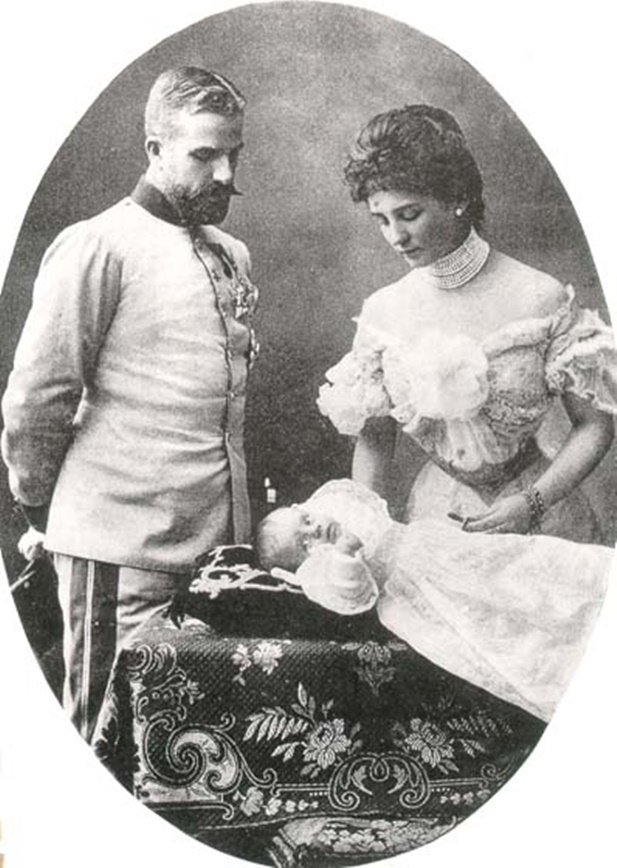
Матильда вместе с мужем и сыном

В разное время ей пророчили брак с итальянским кронпринцем Виктором Эммануилом, австрийским эрцгерцогом Францем Фердинандом и герцогом Мадридским Хайме.
В конце концов, в 22 года Матильда вышла замуж за 29-летнего Людвига Гастона Саксен-Кобург-Готского, внука императора Бразилии Педру II. Свадьба состоялась 1 мая 1900 года в Мюнхене. У супругов родилось двое детей:
- Антониус (1901—1970) — был женат на Луизе Мергофер, детей не имел;
- Мария Иммакулата (1904—1940) — умерла бездетной и незамужней.

В 1906 году Матильда умерла в Давосе от чахотки. Её похоронили в церкви святых Петра и Павла в Штарнберге.
В 1910 году в Мюнхене вышел посмертный сборник стихов принцессы под названием «Мечты и жизнь» («Traum und Leben»). В 1913 году Джон Херд перевел её на английский как «Жизнь-мечта» («Life-Dreams»).